# Kura (miasto)
Kura – miasto w Nigerii, w stanie Kano. Według danych szacunkowych na rok 2009 liczy 24 730 mieszkańców.